# Pelaneng Airport
Pelaneng Airport är en flygplats i Lesotho.   Den ligger i distriktet Leribe District, i den centrala delen av landet, 100 km öster om huvudstaden Maseru. Pelaneng Airport ligger 2 226 meter över havet.
Terrängen runt Pelaneng Airport är lite bergig. Runt Pelaneng Airport är det ganska tätbefolkat, med 124 invånare per kvadratkilometer. Trakten runt Pelaneng Airport består i huvudsak av gräsmarker.